# Ivano Ghirardini

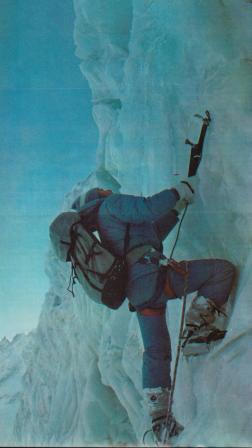
Ivano Ghirardini no Cervin

Ivano Ghirardini (Montefiorino, 1 de maio de 1953) é um alpinista e guia de alta montanha italiano mas de nacionalidade francesa.

## Biografia
Nascido na pequena aldeia de Montefiorino na região de Emília-Romanha nos Apeninos Ivano Ghirardini liga-se à chamada Itália Vermelha e pela sua resistência ao fascismo, e em 1954 emigra para a França onde adquire a nacionalidade em 1972 e se forma em Math Sup em Marselha . Exerce-se na escalada nas calanques de Château-Arnoux-Saint-Auban e de Sisteron e descobre a montanha dos Alpes da Alta Provença 

## Alpinista
A partir de 1973, lança-se na conquista de três grandes dificuldades, a directíssima das faces Norte, Este e Sul da Agulha Pierre André no vale de Ubaye. Em 1974 é aspirante guia e é guia de alta montanha em 1978 .

## Ascensões
- 1973 - Três grandes dificuldades, nas directíssimas das faces norte, este e sul da Agulha Pierre André
- 1973 - Primeira invernal em solitário da face Norte das Agulhas de Chambeyron
- 1975 - Primeira invernal solitária da face norte das Grandes Jorasses pela via Linceul
- 1977- Tentativa da invernal em solitário da Via Schmid no Cervin

### Trilogia
- 1977-78 - Primeiro alpinista a fazer a trilogia invernal em solitário das três grandes faces norte dos Alpes - três últimos problemas dos Alpes como eram conhecidas nos anos 30 [1] [2]

## Expedições
- 1979: participa na expedição nacional do K2
- 1979: primeira ascensão em solitário do Pico Mitre, 6 010 m no Caracórum do Paquistão).
- 1981: primeira ascensão em solitário de la face sul do Aconcágua em três dias e meio
- 1982: tentativa do Pilar oeste do Makalu em Primeira invernal em solitário [1]